# Leland Sklar
Leland Bruce (Lee) Sklar (Milwaukee, 28 mei 1947) is een Amerikaans bassist, zanger en componist. Sklar werkte met bekende artiesten als Suzy Bogguss, Jackson Browne, Phil Collins, Genesis, Rita Coolidge, Hall & Oates, Reba McEntire, Randy Newman, Dolly Parton, Linda Ronstadt, Véronique Sanson, Rod Stewart, George Strait, Crosby & Nash, James Taylor, Carole King, Toto, Mike Oldfield en Warren Zevon.

## Biografie
Sklar werd geboren in de staat Wisconsin, maar kort na zijn geboorte verhuisde de familie naar Zuid-Californië. Hij leerde op 4-jarige leeftijd pianospelen, en wilde piano studeren. Hij werd echter niet toegelaten wegens een te groot aantal aanmeldingen, maar kon wel bas gaan studeren. Als kind had Sklar  blessures aan zijn linkerhand gehad waardoor zijn middelvinger en ringvinger verminderd functioneren. Hierdoor gebruikt hij vrijwel alleen zijn wijsvinger en pink op de toets van zijn basgitaar wat zijn manier van bas spelen sterk beïnvloedt. Tijdens zijn studie aan de California State University - Northridge leerde hij James Taylor kennen die hem uitnodigde om met hem op te treden. Alhoewel deze samenwerking door beiden niet als langdurig werd ingeschat werd Sklar Taylors vaste bassist, hetgeen de start werd van een langdurige carrière.
In de jaren zeventig werkte Sklar samen met drummer Russ Kunkel, gitarist Danny Kortchmar en keyboardspeler Craig Doerge en ze genoten enige bekendheid als The Section. Onder deze naam namen ze tussen 1972 en 1977 drie albums op. Vaak werd het viertal echter als begeleidingsband ingehuurd, waardoor hun namen op veel albums van andere artiesten zijn terug te vinden.
In 2007 verving Sklar Mike Porcaro in Toto, toen die aan de ziekte ALS bleek te lijden.

## Discografie
| Jaar | artiest                              | album                                                |
| ---- | ------------------------------------ | ---------------------------------------------------- |
| 1993 | Aaron Neville                        | Aaron Neville's soulful christmas                    |
| 1997 | Aaron Neville                        | To make me who I am                                  |
| 1993 | Air Supply                           | The vanishing race                                   |
| 1999 | Alejandra Guzman                     | Algo natural                                         |
| 1996 | Amanda Marshall                      | Amanda marshall                                      |
| 1980 | America                              | Alibi                                                |
| 2002 | Amy Grant                            | Legacy...hymns and faith                             |
| 2003 | Amy Grant                            | Simple things                                        |
| 1996 | Ana Gabriel                          | Vivencias                                            |
| 1976 | Andrew Gold                          | What's wrong with this picture?                      |
| 1978 | Andrew Gold                          | All this and heaven too                              |
| 2001 | Anna Vissi                           | Everything I am                                      |
| 1973 | Arlo Guthrie                         | Last of the Brooklyn cowboys                         |
| 1975 | Art Garfunkel                        | Breakaway                                            |
| 1997 | Art Garfunkel                        | Songs from a parent to a child                       |
| 1975 | Barbi Benton                         | Something new                                        |
| 1999 | Barbra Streisand                     | Love like ours                                       |
| 2005 | Barefoot Servants                    | Barefoot servants 2                                  |
| 1980 | Bernadette Peters                    | Bernadette peters                                    |
| 1992 | Bernadette Peters                    | Bernadette                                           |
| 1977 | Bette Midler                         | Broken blossom                                       |
| 1973 | Billy Cobham                         | Spectrum                                             |
| 1986 | Bonnie Raitt                         | Nine lives                                           |
| 1970 | Brian Hyland                         | Brian hyland                                         |
| 1975 | Carly Simon                          | Playing possum                                       |
| 1977 | Carole Bayer Sager                   | Carole bayer sager                                   |
| 1978 | Carole Bayer Sager                   | Too                                                  |
| 1981 | Carole Bayer Sager                   | Sometimes late at night                              |
| 1976 | Carole King                          | Thoroughbred                                         |
| 1972 | Casey Kelly                          | Casey kelly                                          |
| 1997 | Catie Curtis                         | Catie curtis                                         |
| 1995 | Chris Eaton                          | Wonderful world                                      |
| 1993 | Clay Walker                          | Clay walker                                          |
| 1999 | Clay Walker                          | Live, laugh, love                                    |
| 2003 | Clay Walker                          | Few questions                                        |
| 1992 | Clint Black                          | Hard way                                             |
| 1993 | Clint Black                          | No time to kill                                      |
| 1995 | Clint Black                          | Looking for Christmas                                |
| 1997 | Clint Black                          | Nothin' but the taillights                           |
| 2004 | Clint Black                          | Christmas with you                                   |
| 1972 | Graham Nash en David Crosby          | Graham Nash David Crosby                             |
| 1975 | Crosby & Nash                        | Wind on the water                                    |
| 1976 | Crosby & Nash                        | Whistling down the wire                              |
| 2004 | Crosby & Nash                        | Crosby & Nash                                        |
| 1982 | Crosby, Stills & Nash                | Daylight again                                       |
| 1990 | Crosby, Stills & Nash                | Live it up                                           |
| 1998 | Crosby, Stills & Nash                | Carry on                                             |
| 1980 | Crosby, Stills, Nash & Young         | Replay                                               |
| 2014 | David Crosby                         | Croz                                                 |
| 1994 | Daniel Lavoie                        | Woman to Man                                         |
| 1980 | Danny Kortchmar                      | Innuendo                                             |
| 1999 | Darrell Scott                        | Family tree                                          |
| 1998 | Daryl Stuermer                       | Live & learn                                         |
| 1975 | David Cassidy                        | The higher they climb                                |
| 1976 | David Cassidy                        | Home is where the heart is                           |
| 1993 | David Crosby                         | Thousand roads                                       |
| 1976 | David Sanborn                        | Love songs                                           |
| 1981 | Diana Ross                           | To love again                                        |
| 1991 | Diana Ross                           | Force behind the power                               |
| 1976 | Dion                                 | Streetheart                                          |
| 1980 | Dolly Parton                         | 9 to 5 and odd jobs                                  |
| 1980 | Dolly Parton                         | Dolly, dolly, dolly                                  |
| 1982 | Dolly Parton                         | Heartbreak express                                   |
| 1988 | Dolly Parton                         | Rainbow                                              |
| 1982 | Don Henley                           | I can't stand still                                  |
| 1980 | Donna Summer                         | The wanderer                                         |
| 1973 | Donovan                              | 7-tease                                              |
| 1973 | Donovan                              | Cosmic wheels                                        |
| 1976 | Donovan                              | Slow down world                                      |
| 1972 | The Doors                            | Full circle                                          |
| 1996 | Engelbert Humperdinck                | After dark                                           |
| 1978 | England Dan & John Ford Coley        | Dr. Heckle & mr. Jive                                |
| 1997 | Enrique Iglesias                     | Vivir                                                |
| 1978 | Eric Carmen                          | Change of heart                                      |
| 2002 | Faith Hill                           | Cry                                                  |
| 1992 | Flaco Jiménez                        | Partners                                             |
| 1992 | Freddie Jackson                      | Time for love                                        |
| 2000 | Garou                                | Seul                                                 |
| 1987 | George Strait                        | Ocean front property                                 |
| 1995 | George Strait                        | Strait out of the box                                |
| 1982 | Giorgio Moroder                      | Cat people                                           |
| 1976 | Glen Campbell                        | Bloodline                                            |
| 1986 | Graham Nash                          | Innocent eyes                                        |
| 1975 | The Cats                             | Hard to be friends                                   |
| 1975 | Hall & Oates                         | Daryl Hall & John Oates                              |
| 1976 | Hall & Oates                         | Bigger than the both of us                           |
| 1977 | Hall & Oates                         | Beauty on a back street                              |
| 1971 | Helen Reddy                          | Helen reddy                                          |
| 1976 | Herb Pedersen                        | Southwest                                            |
| 1977 | Herb Pedersen                        | Sandman                                              |
| 1984 | Herb Pederson                        | Lonesome feeling                                     |
| 1968 | Hook                                 | Hooked                                               |
| 1968 | Hook                                 | Will grab you                                        |
| 1977 | Hoyt Axton                           | Road songs                                           |
| 1998 | Hoyt Axton                           | Pistol packin' mama/Spin of the wheel                |
| 1975 | Jackie DeShannon                     | New arrangement                                      |
| 1972 | Jackson Browne                       | Jackson Browne                                       |
| 1973 | Jackson Browne                       | For everyman                                         |
| 1976 | Jackson Browne                       | The pretender                                        |
| 1977 | Jackson Browne                       | Running on empty                                     |
| 1971 | James Taylor                         | Mud slide slim and the blue horizon                  |
| 1972 | James Taylor                         | One man dog                                          |
| 1975 | James Taylor                         | Gorilla                                              |
| 1976 | James Taylor                         | Greatest hits                                        |
| 1976 | James Taylor                         | In the pocket                                        |
| 1977 | James Taylor                         | JT                                                   |
| 1979 | James Taylor                         | Flag                                                 |
| 1981 | James Taylor                         | Dad loves his work                                   |
| 1985 | James Taylor                         | That's why I'm here                                  |
| 1988 | James Taylor                         | Never die young                                      |
| 1991 | James Taylor                         | Live in rio                                          |
| 2003 | James Taylor                         | The best of James Taylor                             |
| 1987 | Jennifer Rush                        | Heart over mind                                      |
| 2001 | Jennifer Warnes                      | Well                                                 |
| 2003 | Jesse Colin Young                    | Walk the talk                                        |
| 1973 | Jimmie Spheeris                      | The original tap dancing kid                         |
| 1992 | Jimmy Buffett                        | Boats, beaches, bars & ballads                       |
| 1982 | Jimmy Webb                           | Angel heart                                          |
| 1993 | Jimmy Webb                           | Suspending disbelief                                 |
| 1981 | Joey Scarbury                        | America's greatest hero                              |
| 1973 | John Kay                             | My sportin' life                                     |
| 1971 | John Stewart                         | Lonesome picker rides again                          |
| 1998 | Johnny Rivers                        | Last train to Memphis                                |
| 1994 | Julio Iglesias                       | Crazy                                                |
| 1977 | Karla Bonoff                         | Karla bonoff                                         |
| 1971 | Kate Taylor                          | Sister Kate                                          |
| 1975 | Kim Carnes                           | Kim Carnes                                           |
| 1979 | Kim Carnes                           | St. Vincent's court                                  |
| 1988 | Kim Carnes                           | View from the house                                  |
| 1974 | Kinky Friedman                       | Kinky Friedman                                       |
| 1974 | Kris Kristofferson                   | Spooky lady's sideshow                               |
| 1975 | Kris Kristofferson                   | Who's to bless and who's to blame                    |
| 1976 | Kris Kristofferson                   | Surreal thing                                        |
| 1973 | Kris Kristofferson and Rita Coolidge | Full moon                                            |
| 2004 | Lara Fabian                          | Wonderful life                                       |
| 1982 | Laura Branigan                       | Branigan                                             |
| 2000 | Laura Pausini                        | Entre tu y mil mares                                 |
| 2000 | Laura Pausini                        | Tra te e il mare                                     |
| 1979 | Leah Kunkel                          | Leah Kunkel                                          |
| 2002 | LeAnn Rimes                          | Twisted angel                                        |
| 2004 | LeAnn Rimes                          | What a wonderful world                               |
| 2002 | Lee Ann Womack                       | Something worth leaving behind                       |
| 1984 | Lee Ritenour                         | Banded together                                      |
| 1978 | Leo Sayer                            | Leo sayer                                            |
| 1992 | Leonard Cohen                        | The future                                           |
| 1973 | Linda Ronstadt                       | Don't cry now                                        |
| 1989 | Linda Ronstadt                       | Cry like a rainstorm, howl like the wind             |
| 1994 | Linda Ronstadt                       | Winter light                                         |
| 1995 | Linda Ronstadt                       | Feels like home                                      |
| 1998 | Linda Ronstadt                       | We ran                                               |
| 2004 | Linda Ronstadt                       | Mi jardín azul: las canciones favoritas              |
| 1997 | Lisa Loeb                            | Firecracker                                          |
| 2002 | Lisa Loeb                            | Cake and pie                                         |
| 2002 | Lisa Loeb                            | Hello lisa                                           |
| 2005 | Livingston Taylor                    | There you are again                                  |
| 1989 | Lyle Lovett                          | Lyle Lovett and his large band                       |
| 1992 | Lyle Lovett                          | Joshua judges ruth                                   |
| 1996 | Lyle Lovett                          | Road to ensenada                                     |
| 1998 | Lyle Lovett                          | Step inside this house                               |
| 1991 | Manhattan Transfer                   | Offbeat of avenues                                   |
| 1998 | Marta Sánchez                        | Desconocida                                          |
| 2002 | Marta Sánchez                        | Soy yo                                               |
| 1995 | Maureen McCormick                    | When you get a little lonely                         |
| 2005 | Merle Haggard                        | Chicago wind                                         |
| 1995 | Michael W. Smith                     | I'll lead you home                                   |
| 1998 | Michael W. Smith                     | Christmastime                                        |
| 2004 | Michael W. Smith                     | Christmas collection                                 |
| 2001 | Michelle Tumes                       | Dream                                                |
| 2014 | Mike Oldfield                        | Man on the Rocks                                     |
| 1971 | Mimi Fariña                          | Mimi farina & tom jans                               |
| 1991 | Neil Diamond                         | Lovescape                                            |
| 1992 | Neil Diamond                         | Christmas album                                      |
| 1975 | Neil Sedaka                          | Hungry years                                         |
| 1975 | Neil Sedaka                          | Sedaka's back                                        |
| 1976 | Neil Sedaka                          | Steppin' out                                         |
| 1980 | Neil Sedaka                          | In the pocket                                        |
| 1978 | Nigel Olsson                         | Nigel olsson                                         |
| 1987 | The Oak Ridge Boys                   | Heart beat                                           |
| 1987 | The Oak Ridge Boys                   | Monongahela                                          |
| 1977 | Olivia Newton-John                   | Making a good thing better                           |
| 1999 | Paul Williams                        | Back to love again                                   |
| 1983 | Peabo Bryson/Roberta Flack           | Born to love                                         |
| 1979 | Peter Allen                          | I could have been a sailor                           |
| 1982 | Phil Collins                         | Hello, I must be going                               |
| 1985 | Phil Collins                         | No jacket required                                   |
| 1989 | Phil Collins                         | ...But Seriously                                     |
| 1998 | Point of Grace                       | Steady on                                            |
| 1999 | Point of Grace                       | Christmas story                                      |
| 1977 | Randy Edelman                        | If love is real                                      |
| 1979 | Randy Edelman                        | You're the one                                       |
| 1988 | Randy Newman                         | Land of dreams                                       |
| 1995 | Randy Newman                         | Randy Newman's faust                                 |
| 1993 | Ray Charles                          | My world                                             |
| 1987 | Reba McEntire                        | Last one to know                                     |
| 1989 | Reba McEntire                        | Sweet sixteen                                        |
| 1991 | Reba McEntire                        | For my broken heart                                  |
| 1994 | Reba McEntire                        | Read my mind                                         |
| 1995 | Reba McEntire                        | Starting over                                        |
| 2004 | Reba McEntire                        | Greatest collection                                  |
| 1993 | Regina Belle                         | Passion                                              |
| 1974 | Rick Springfield                     | Mission magic                                        |
| 1995 | Ricky Martin                         | Medio vivir                                          |
| 1986 | Ricky Skaggs                         | Love's gonna get ya                                  |
| 1991 | Ricky Skaggs                         | My father's son                                      |
| 1972 | Rita Coolidge                        | Lady's not for sale                                  |
| 1974 | Rita Coolidge                        | Fall into spring                                     |
| 1975 | Rita Coolidge                        | It's only love                                       |
| 1977 | Rita Coolidge                        | Anytime, anywhere                                    |
| 2002 | Robbie Williams                      | Escapology                                           |
| 1975 | Rod Stewart                          | Atlantic crossing                                    |
| 1976 | Rod Stewart                          | A night on the town                                  |
| 1987 | Roger Hodgson                        | Hai hai                                              |
| 1973 | Roger McGuinn                        | Roger McGuinn                                        |
| 1974 | Roger McGuinn                        | Peace on you                                         |
| 1992 | Roger McGuinn                        | Born to rock & roll                                  |
| 1972 | Ronee Blakley                        | Ronee Blakley                                        |
| 1993 | Terence Trent d'Arby                 | Symphony or damn                                     |
| 1998 | Sarah Brightman                      | As I came of age                                     |
| 1984 | 2nd Chapter of Acts                  | Singer sower                                         |
| 1991 | 2nd Chapter of Acts                  | Roar of love                                         |
| 1972 | The Section                          | Section                                              |
| 1973 | The Section                          | Forward motion                                       |
| 1977 | The Section                          | Fork it over                                         |
| 1972 | Shawn Phillips                       | Faces                                                |
| 1973 | Shawn Phillips                       | Bright white                                         |
| 1977 | Shawn Phillips                       | Spaced                                               |
| 1978 | Shawn Phillips                       | Transcendence                                        |
| 1972 | The Spencer Davis Group              | Mousetrap                                            |
| 1978 | Stephen Bishop                       | Bish                                                 |
| 1975 | Stephen Stills                       | Stills                                               |
| 2003 | Stephen Stills                       | Turnin' back the pages                               |
| 1991 | Steve Camp                           | Consider the cost                                    |
| 1998 | Steve Lukather                       | Lukather                                             |
| 1998 | Steve Poltz                          | One left shoe                                        |
| 1991 | Suzy Bogguss                         | Aces                                                 |
| 1992 | Suzy Bogguss                         | Voices in the wind                                   |
| 1993 | Suzy Bogguss                         | Something up my sleeve                               |
| 1994 | Suzy Bogguss                         | Simpatico                                            |
| 1996 | Suzy Bogguss                         | Give me some wheels                                  |
| 1998 | Suzy Bogguss                         | Nobody love, nobody gets hurt                        |
| 1981 | Tanya Tucker                         | Should I do it                                       |
| 1992 | Thomas Dolby                         | Astronauts and heretics                              |
| 1996 | Trisha Yearwood                      | Everybody knows                                      |
| 1971 | Turley Richards                      | Expressions                                          |
| 1998 | Twila Paris                          | Perennial: songs for the seasons of life             |
| 1998 | Van Dyke Parks                       | Moonlighting: live at the ash grove                  |
| 1996 | Véronique Sanson                     | Comme ils l'imaginant                                |
| 1998 | Véronique Sanson                     | Indestructible                                       |
| 1999 | Véronique Sanson                     | D'un papillon à une étoile                           |
| 1987 | Vince Gill                           | Way back home                                        |
| 1993 | Vince Gill                           | Let there be peace on earth                          |
| 1996 | Vince Gill                           | High lonesome sound                                  |
| 1999 | Vonda Shepard                        | Heart and soul: new songs from Ally McBeal featuring |
| 1978 | Warren Zevon                         | Excitable boy                                        |
| 1980 | Warren Zevon                         | Bad luck streak in dancing school                    |
| 1982 | Warren Zevon                         | The envoy                                            |
| 1987 | Warren Zevon                         | Sentimental hygiene                                  |
| 1996 | Warren Zevon                         | I'll sleep when I'm dead an anthology                |
| 1983 | The Weather Girls                    | Success                                              |
| 1972 | Willis Alan Ramsey                   | Willis alan ramsey                                   |
| 1992 | Wilson Phillips                      | Shadows and light                                    |
| 1992 | Wynonna Judd                         | Wynonna                                              |
| 1978 | Yvonne Elliman                       | Night flight                                         |
| 1979 | Yvonne Elliman                       | Yvonne                                               |
| 2014 | Waylon                               | Heaven after midnight                                |

## Film- en televisie-soundtracks (gedeeltelijk)
- 1974: Phantom of the Paradise (soundtrack)
- 1980: Magnum, P.I. (titelsong)
- 1984: Metropolis (soundtrack)
- 1992: Sleepwalkers (soundtrack)
- 1994: Catwalk (Television soundtrack)
- 1997: Annabelle's Wish (soundtrack)
- 1997: Conspiracy Theory (soundtrack)
- 1997: The Postman (soundtrack)
- 1998: Black Dog (soundtrack)
- 1998: De prins van Egypte (soundtrack)
- 1999: For Love of the Game (soundtrack)
- 1999: Message in a Bottle (soundtrack)
- 2000: Coyote Ugly (soundtrack)
- 2000: Doctor Detroit (soundtrack)
- 2000: Dr. T & the Women (soundtrack)
- 2001: Legally Blonde (soundtrack)

### Composities
- Woh, don't you know, met Danny Kortchmar en James Taylor
- One man dog, met James Taylor

- Biblioteca Nacional de España: XX6386307
- Bibliothèque nationale de France: cb14227938b (data)
- Gemeinsame Normdatei: 134523733
- International Standard Name Identifier: 0000 0000 5547 2858
- Library of Congress Control Number: no2003008152
- MusicBrainz: 9c840b50-e89f-4eb4-8aac-695fdbbfc8a2
- Nationale Bibliotheek van Tsjechië: xx0189943
- Nederlandse Thesaurus van Auteursnamen: 113459262
- Virtual International Authority File: 36598035
- WorldCat: E39PBJrRc6YKDkBmrfhT7TCCwC